# جيه. مور
جيه. مور (بالإنجليزية: Tom Moore)‏ هو مخرج وممثل أيرلندي وأمريكي، ولد في 1 مايو 1883 في جمهورية أيرلندا، وتوفي في 12 فبراير 1955 بسانتا مونيكا في الولايات المتحدة.

## وصلات خارجية
- جيه. مور على موقع IMDb (الإنجليزية)
- جيه. مور على موقع أول موفي (الإنجليزية)
- جيه. مور على موقع قاعدة بيانات برودواي على الإنترنت (الإنجليزية)
- جيه. مور على موقع قاعدة بيانات الأفلام السويدية (السويدية)
- جيه. مور على موقع إن إن دي بي (الإنجليزية)
- جيه. مور على موقع قاعدة بيانات الفيلم (الإنجليزية)
- جيه. مور على موقع كينوبويسك (الروسية)